# Anders Jarl
Anders Torsten Martin Jarl (ur. 10 marca 1965 w Tyresö) – szwedzki kolarz szosowy, brązowy medalista olimpijski.

## Kariera
Największy sukces w karierze Anders Jarl osiągnął w 1988 roku, kiedy wspólnie z Björnem Johanssonem, Janem Karlssonem i Michelem Lafisem zdobył brązowy medal w drużynowej jeździe na czas podczas igrzysk olimpijskich w Seulu. Na tych samych igrzyskach wziął również udział w indywidualnym wyścigu ze startu wspólnego, który ukończył na 57. pozycji. W latach 1984, 1986 i 1988 zdobywał złote medale w drużynowej jeździe na czas na mistrzostwach krajów skandynawskich. Wielokrotnie zdobywał medale szosowych mistrzostw Szwecji, w tym dziewięć złotych (3 indywidualnie i 6 drużynowo). Nigdy nie zdobył medalu na szosowych mistrzostwach świata.